# We Can't Stop
"We Can't Stop"는 미국의 가수 마일리 사이러스의 노래이다. Bangerz에 수록되어있다.